# Acanthobdella
A Acanthobdella é um género de sanguessugas que contém 2 espécies.
- Acanthobdella livanowi (Epshtein, 1966)
- Acanthobdella peledina (Grube, 1851)